# Burg Tsuchiura
Die Burg Tsuchiura (japanisch 土浦城, Tsuchiura-jō) befindet sich in der Stadt Tsuchiura in der Präfektur Ibaraki. In der Edo-Zeit residierten dort zuletzt  die Tsuchiya als größere Fudai-Daimyō.

## Burgherren in der Edo-Zeit
- Ab 1601 die Fujii-Matsudaira mit 35.000 Koku,
- ab 1618 die Nishio mit 20.000 Koku,
- ab 1649 die Kutsuki mit 30.000 Koku,
- ab 1669 die Tsuchiya mit 45.000 Koku,
- ab 1682 ein Zweig der Ōkōchi mit 22.000 Koku,
- ab 1687 wieder die Tsuchiya mit 65.000 Koku.

## Geschichte
In der Eikyō-Zeit (1429 bis 1441) soll Imaizumi Saburō, ein Vasall der Oda, in Tsuchiura eine Burg angelegt haben. In der Sengoku-Zeit soll dort Sugenoya Katsusada (菅谷 勝貞), ebenfalls Vasall der Oda, residierte haben. Er fiel bei der Belagerung von Odawara im Jahr 1590.
Als Tokugawa Ieyasu dann das Kantō-Gebiet übernahm, kam Tsuchiura an seinen zweiten Sohn, Yūki Hideyasu (結城 秀康; 1574–1607), der allerdings nach der Schlacht von Sekigahara in die Provinz Echizen versetzt wurde. Es folgten als Burgherren die Fujii-Matsudaira und weitere Daimyō, bis schließlich die Tsuchiya die Burg wieder übernahmen und dort fast 200 Jahre bis 1868 blieben.

## Die Anlage

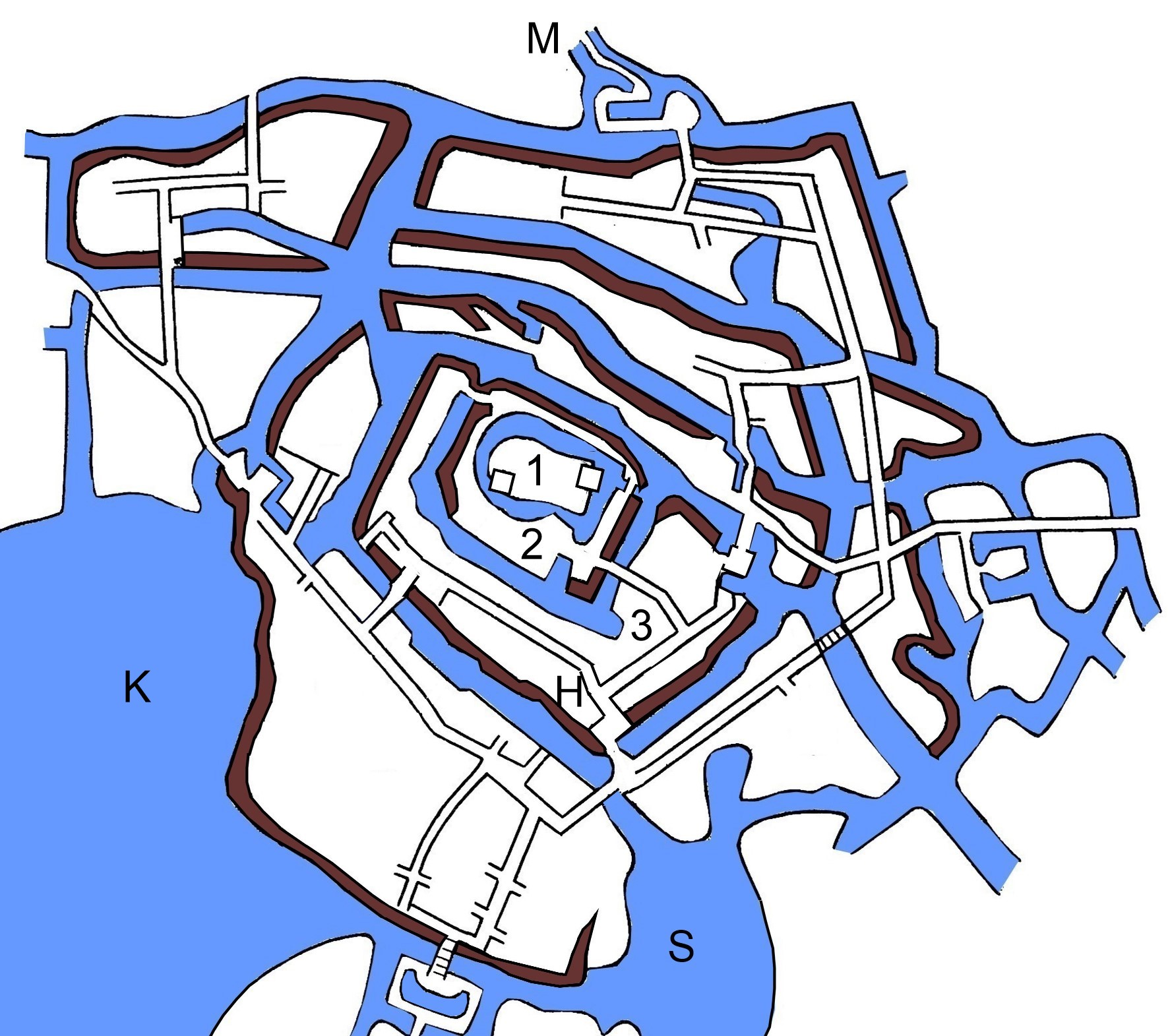
Burg Tsuchiura (Markierung s. Text)

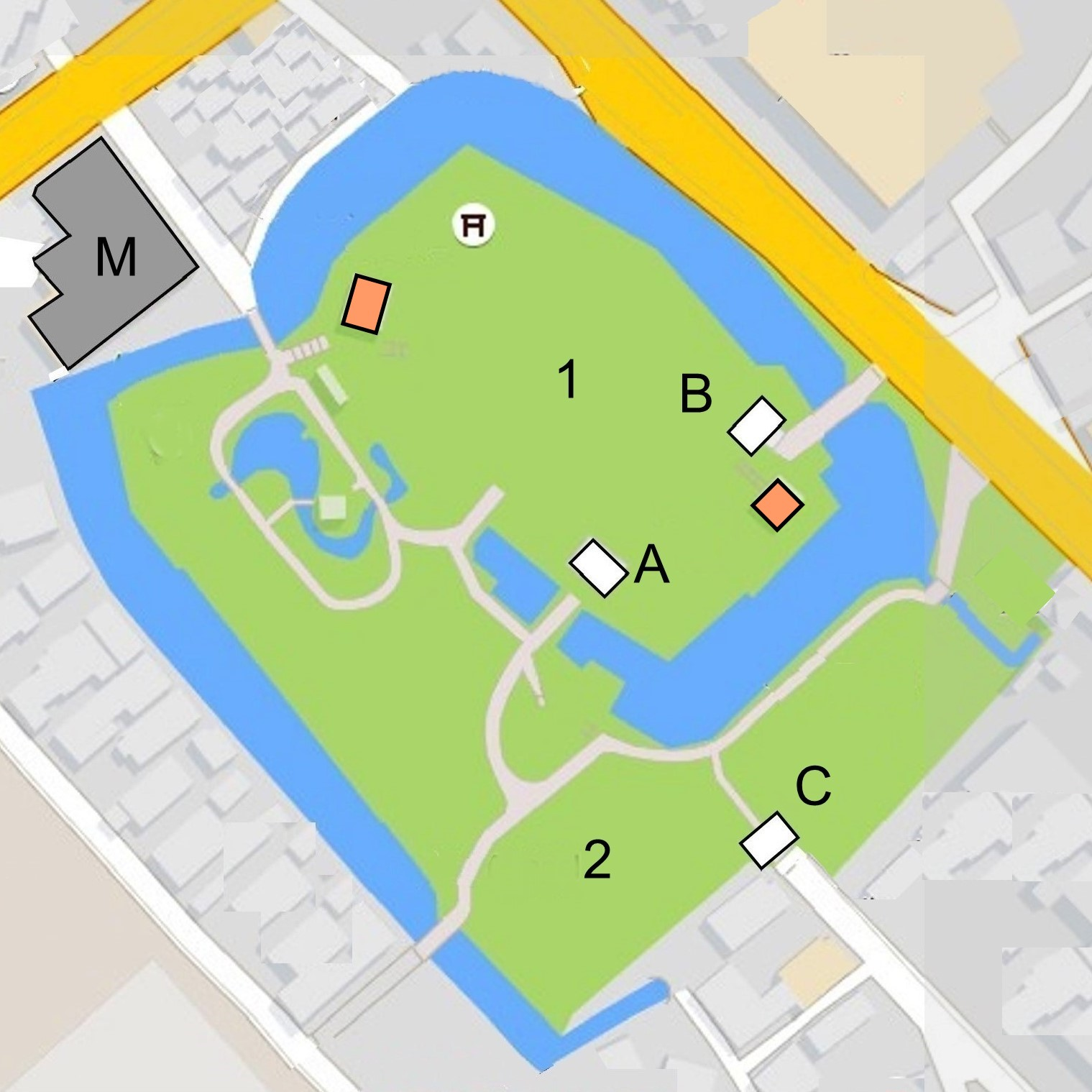
Zentralbereich der Burg heute (Markierung s. Text)

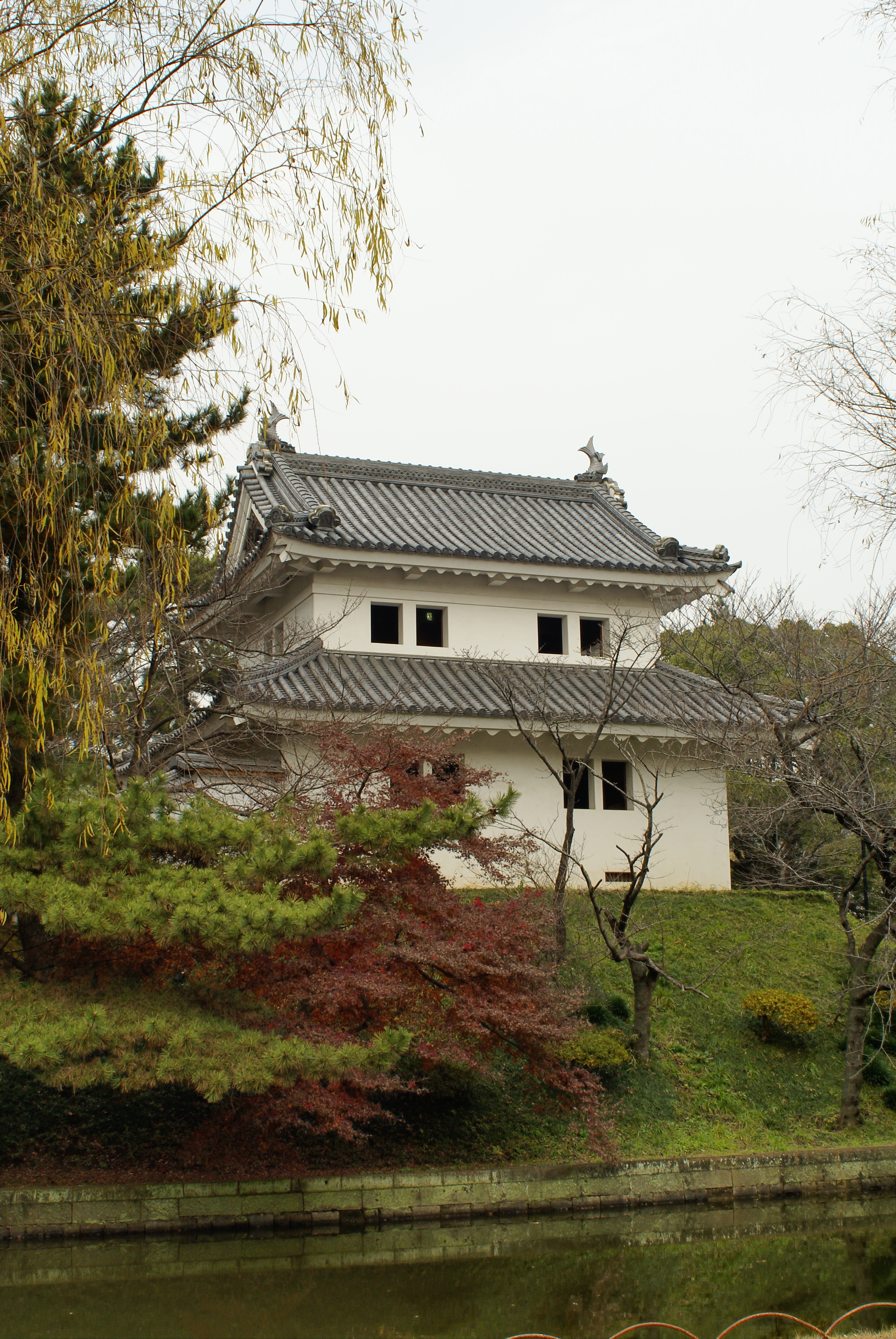
Ost-Wachturm

Die Burg Tsuchiura nutzte den Fluss Sakuragawa (桜川) und dessen Nebenflüsse sowie Feuchtgebiete nördlich am See Kasumigaura. Sie war eine durch ein fünffaches Grabensystem geschützte Niederungsburg. Da die Anlage die Gestalt einer aus dem Meer auftauchenden Schildkröte hatte, wurde sie auch „Schildkröten-Burg“ (亀城, Kijō) genannt. 
Um den zentralen Bereich, dem Hommaru (本丸; 1), wurden der zweite und dritte Burgbereich, das Ni-mo-maru (二ノ丸; 2) und das San-no-maru (三ノ丸; 3) und weitere Bereiche angelegt. Dabei wurde von Flüssen, Sümpfen Kaminuma (上沼; K) und Shimonuma (下沼; S) geschickt Gebrauch gemacht, so dass man von einer Wasserburg sprechen kann. Nach Süden führte durch das Haupttor (大手門, Ōte-mon; H) die Fernstraße Edo-kaidō (江戸街道) nach Edo, nach Norden führte vom Tor [M] die Fernstraße Mito-kaidō (水戸街道) nach Mito.
Zu Beginn der Meiji-Zeit war noch die Residenz im Hommaru erhalten, sie ging aber 1884, zusammen mit dem Ostwachturm (東櫓, Higashi-yagura), verloren. Heute ist das ehemalige Hommaru und Ni-no-maru ein öffentlicher Park mit der Bezeichnung Kijō-Kōen (亀城公園). 1952 wurden die Reste der Burganlage mit dem Trommel-Tor (太鼓櫓門, Taiko-yaguramon; A) als Geschichtsspuren der Präfektur eingetragen. 1980 wurde das Kōrai-Tor (高麗門, -mon; C) wieder hergestellt. Weiter gibt es das Kasumi-Tor (霞門, -mon; B), Wassergräben und Reste der Wallanlagen. 1991 wurde der Ostwachturm, 1998 der West-Wachturm (西櫓, Nishi-yagura; beide Türme orange markiert), wieder hergestellt. Im Hommaru befindet sich ein Schrein zu Ehren der Fürstenfamilie Tsuchiya, am Westrand das städtische Museum (土浦市立博物館, Tsuchiura shiritsu hakubutsukan; M).